# 조정훈 (1914년)

조정훈(趙定勳, 1914년~1987년 10월 1일)은 대한민국의 제2·4대 국회의원이다. 본관은 옥천. 호는 학산(鶴山)이다.
서울의 사립중동학교를 졸업하고 국민회 남원군 지부장, 대동청년단 남원군 단장, 민주당 남원군 갑 위원장, 민주당 중앙위원을 역임하였다.
전라북도 남원군에서 무소속으로 출마하여 제2대 국회의원에 당선된 뒤 민주당 소속으로 제4대 국회의원이 되었다.

## 역대 선거 결과
|  | 30.67% |

|  | 29.46% |

|  | 30.60% |

|  | 48.77% |

|  | 3.66% |